# Тако Бел
„Тако Бел“ (на английски: Taco Bell) е американска верига ресторанти за бързо хранене, изцяло с меню от мексиканската кухня, принадлежаща на компанията „Yum! Brands“. Веригата е основана през 1962 г. от предприемача Глен Бел.

## Дейност
Веригата включва хиляди ресторанти в САЩ, Канада, Австралия, Китай, Великобритания, Германия, Исландия, Мексико, Филипините, Сингапур, Южна Корея и др. Само в САЩ действат повече от 5800 ресторанта Taco Bell. Менюто на Taco Bell включва само мексиканска кухня: бурито, тако, начос, мексиканска пица и други.